# Crematogaster formosa
Crematogaster formosa är en myrart som beskrevs av Mayr 1870. Crematogaster formosa ingår i släktet Crematogaster och familjen myror.

## Underarter
Arten delas in i följande underarter:
- C. f. aterrima
- C. f. formosa